# 張志涌
 張志涌 1934年12月1日—），教授，从事盲信道均衡、计算机仿真、系统辨识，電機電子工程師學會高级会员（IEEE Senoir Member）。

## 生平
籍贯江苏省无锡市，先后受教育于清华大学自动控制系、上海交通大学电工及计算机科学系、荷兰埃因霍温理工大学电气工程系。 
任教于南京邮电大学，长期从事MIMO多变量系统理论、系统辨识、故障诊断、科学计算软件开发、多智能体（仿真机器人足球）、通信系统建模、信道辨识、信道均衡、信号恢复、（通信）系统仿真和软件无线电等方面的科学研究。 
近年连续获得“国家自然科学基金通信信号处理项目”资助，2008年起又开始“国家自然科学基金通信信号处理项目”的研究。

## 其他
获政府专项津贴，中国智能自动化专委会委员、中国机器人竞赛工作委员会委员、機器人世界盃中国委员会委员、江苏省自动化学会常务理事。

## 出版物
在国内外学术期刊（《IEEE Trans.SP》、《电子学报》、《通信学报》、《International Journal of Circuit Theory and Applications》、《自动化学报》等）、国际学术会议上，以独立作者或第一作者身份发表发表论文70余篇，其中20余篇被EI、SCI收录；以独立作者或第一作者身份发表《精通MATLAB》等著作4部，约300万字。 